# Закспийд
Закспийд Рейсинг – (Zakspeed Racing) е отбор от Формула 1, основан е от Ерик Заковски, през 1968 година. Състезава се във Формула 1, Deutsche Rennsport Meisterschaft (предшественик на Германския туристически шампионат (DTM)), шампионата ФИА ГТ и други.
Пилоти на компанията във Формула 1 са били: Джонатан Палмър, Кристиан Данер, Хуб Ротенгатер, Мартин Брандъл, Бернд Шнайдер, Пиеркарло Гинзани и Агури Сузуки.